# 查恩丹那斯烏帕齊拉
查恩丹那斯乌帕齐拉是孟加拉国吉大港縣的一个乌帕齐拉，位於吉大港专区的吉大港縣。。

## 人口
據1991年孟加拉國人口普查，查恩丹那斯共有戶數30,189戶，人口172,843人。其中男性佔比51.27%，女性佔比48.73%；成年人口81,653人。該地7歲以上人口之平均識字率為33.9%。